# Sarrameanaceae
Sarrameanaceae är en familj av lavar. Enligt Catalogue of Life ingår Sarrameanaceae i ordningen Lecanorales, klassen Lecanoromycetes, divisionen sporsäcksvampar och riket svampar, men enligt Dyntaxa är tillhörigheten istället klassen Lecanoromycetes, divisionen sporsäcksvampar och riket svampar.
| Sarrameanaceae | \| \| Loxospora \| \| \| \| \| \| Sarrameana \| \| \| \| |
|                | \| \| Loxospora \| \| \| \| \| \| Sarrameana \| \| \| \| |
|                | Hymeneliaceae                                            |
|                |                                                          |
|                | Brigantiaeaceae                                          |
|                |                                                          |
|                | Arctomiaceae                                             |
|                |                                                          |
|                | Stereocaulaceae                                          |
|                |                                                          |
|                | Sphaerophoraceae                                         |
|                |                                                          |
|                | Scoliciosporaceae                                        |
|                |                                                          |
|                | Ramalinaceae                                             |
|                |                                                          |
|                | Psoraceae                                                |
|                |                                                          |
|                | Pilocarpaceae                                            |
|                |                                                          |
|                | Parmeliaceae                                             |
|                |                                                          |
|                | Mycoblastaceae                                           |
|                |                                                          |
|                | Miltideaceae                                             |
|                |                                                          |
|                | Megalariaceae                                            |
|                |                                                          |
|                | Lecanoraceae                                             |
|                |                                                          |
|                | Haematommataceae                                         |
|                |                                                          |
|                | Gypsoplacaceae                                           |
|                |                                                          |
|                | Cladoniaceae                                             |
|                |                                                          |
|                | Catillariaceae                                           |
|                |                                                          |
|                | Biatorellaceae                                           |
|                |                                                          |
|                | Ectolechiaceae                                           |
|                |                                                          |
|                | Dactylosporaceae                                         |
|                |                                                          |
|                | Crocyniaceae                                             |
|                |                                                          |
|                | Calycidiaceae                                            |
|                |                                                          |
|                | Tephromelataceae                                         |
|                |                                                          |
|                | Aphanopsidaceae                                          |
|                |                                                          |
|                | Myochroidea                                              |
|                |                                                          |
|                | Strangospora                                             |
|                |                                                          |
|                | Loxospora                                                |
|                |                                                          |
|                | Sarrameana                                               |
|                |                                                          |

|  | Loxospora  |
|  |            |
|  | Sarrameana |
|  |            |